# Panfeo

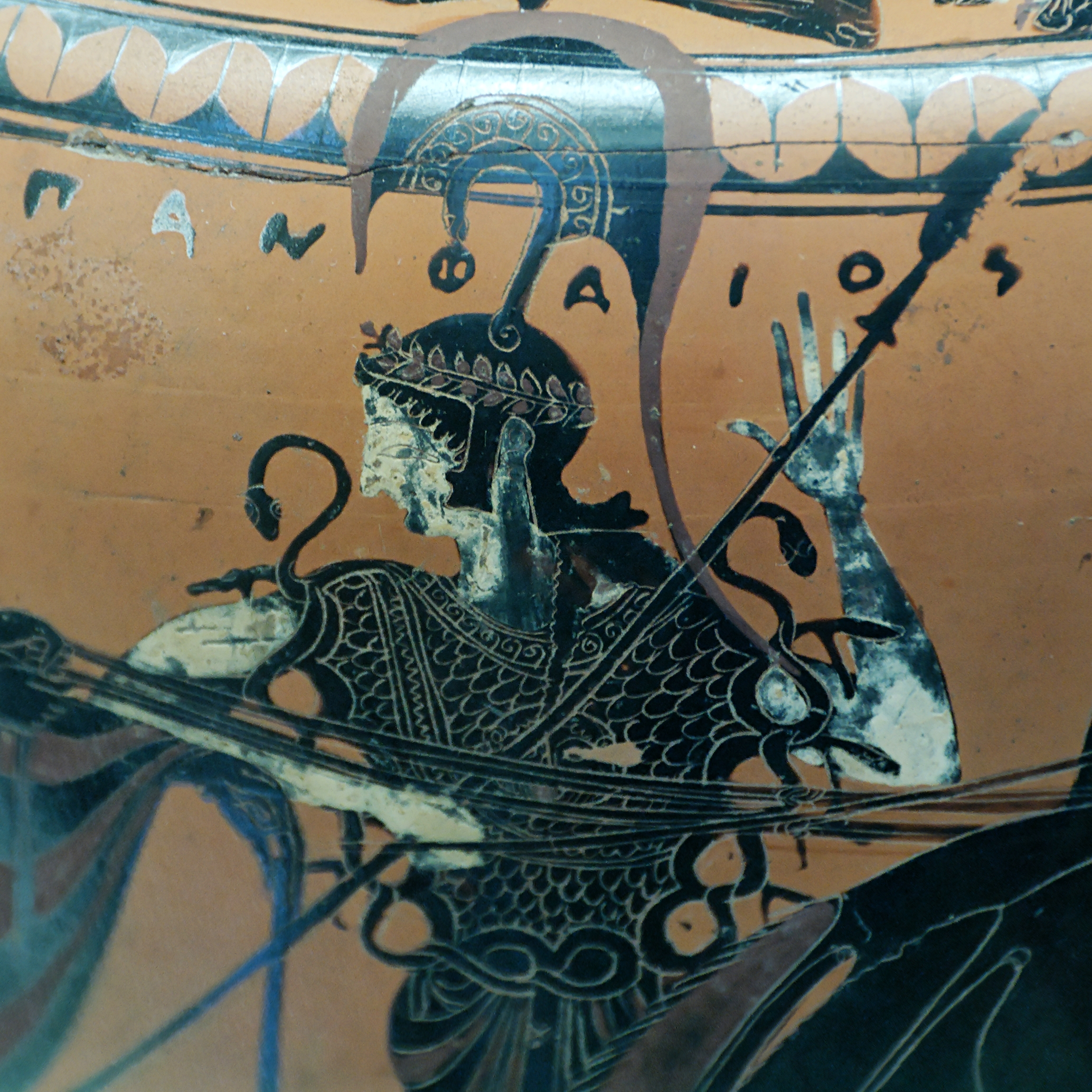
Atenea vistiendo la égida, hidria ática de figuras negras por el alfarero Panfeo (firmado: Panthaios) y el pintor Eufileto, c. 540 a. C. Cabinet des Médailles, BNF (París), De Ridder n.°254.

Panfeo (en griego antiguo: Παμϕαῖος) fue un alfarero griego, activo aproximadamente entre 530 y 490 a. C., cuya firma se conserva en más de cincuenta vasos, se cree que a modo de marca.
Sucedió a Nicóstenes en su taller antes del 510 a. C., En este taller trabajaron varios pintores de vasos de figuras negras y rojas,[4] como Olto, Epicteto, pintor de Nicóstenes o Paseas. Panfeo también adoptó la mayoría de las innovaciones de Nicóstenes en su taller de cerámica, en lo referente a las formas de los vasos, que eran particularmente atractivos para el mercado etrusco (especialmente el tipo de ánfora nicosténica
Fue uno de los alfareros más prolíficos, si no el mejor, de su época. El historiador de arte británico John Beazley afirma que su firma aparece en diez vasos de figuras negras y treinta y nueve (posiblemente cuarenta) vasos de figuras rojas. Si bien su nombre aparece como Panfeo en la mayoría de los vasos mencionados, siempre aparece como «Φανφαιος» (Fanfaios) en los vasos del pintor de Olto, y siempre como «Παμαφιος» (Pamafios) en los del pintor de Epicteto. Esto deja claro que la firma del alfarero no fue escrita por él mismo, sino por el pintor de los vasos. El verbo ελοɩησɛν (epoiesen - hecho) casi siempre se asocia con el nombre Panfeo.

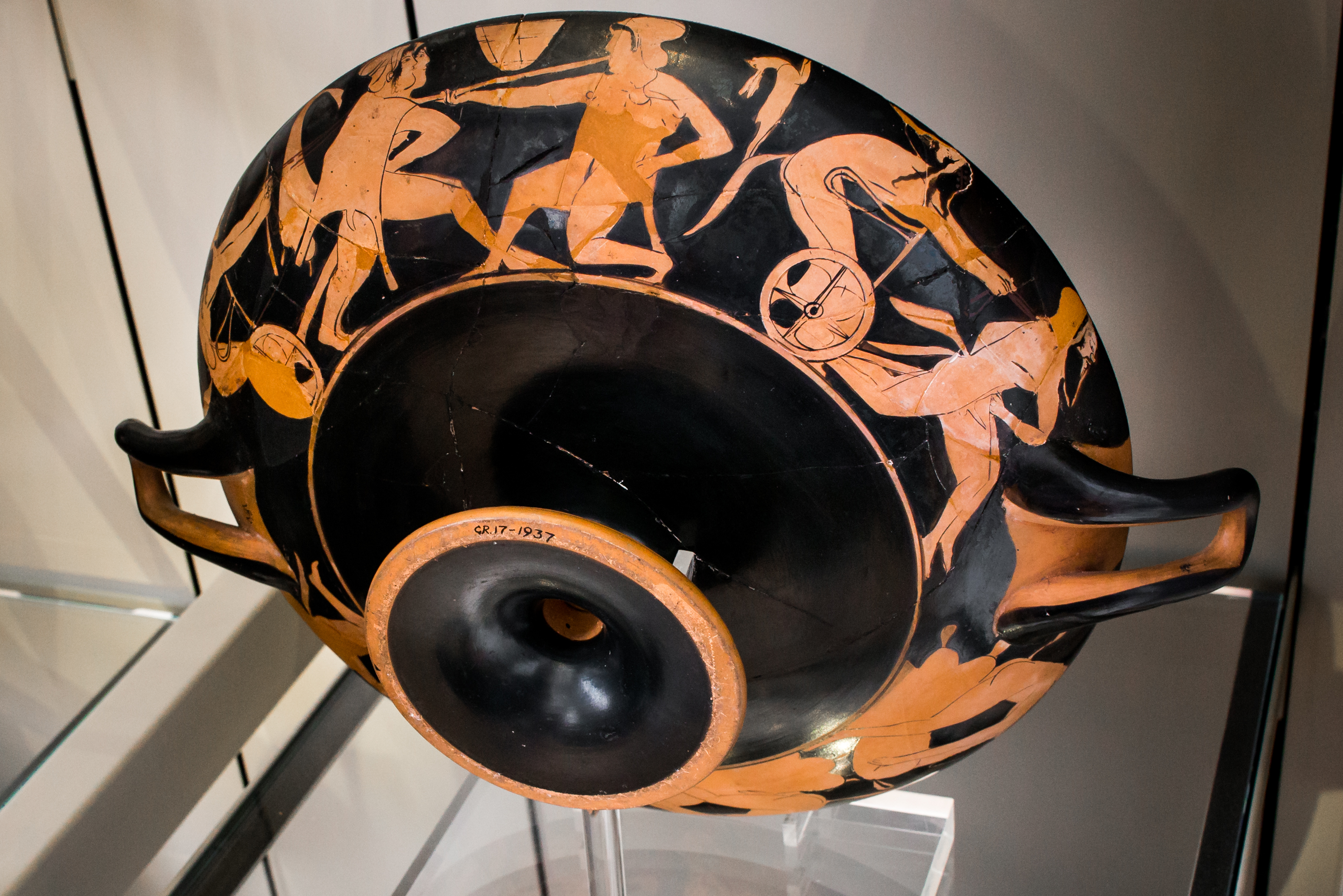
Kílix de figuras rojas, alfarero Panfeo, Pintor de Nicóstenes, c. 510-500 a. C., Museo Fitzwilliam.
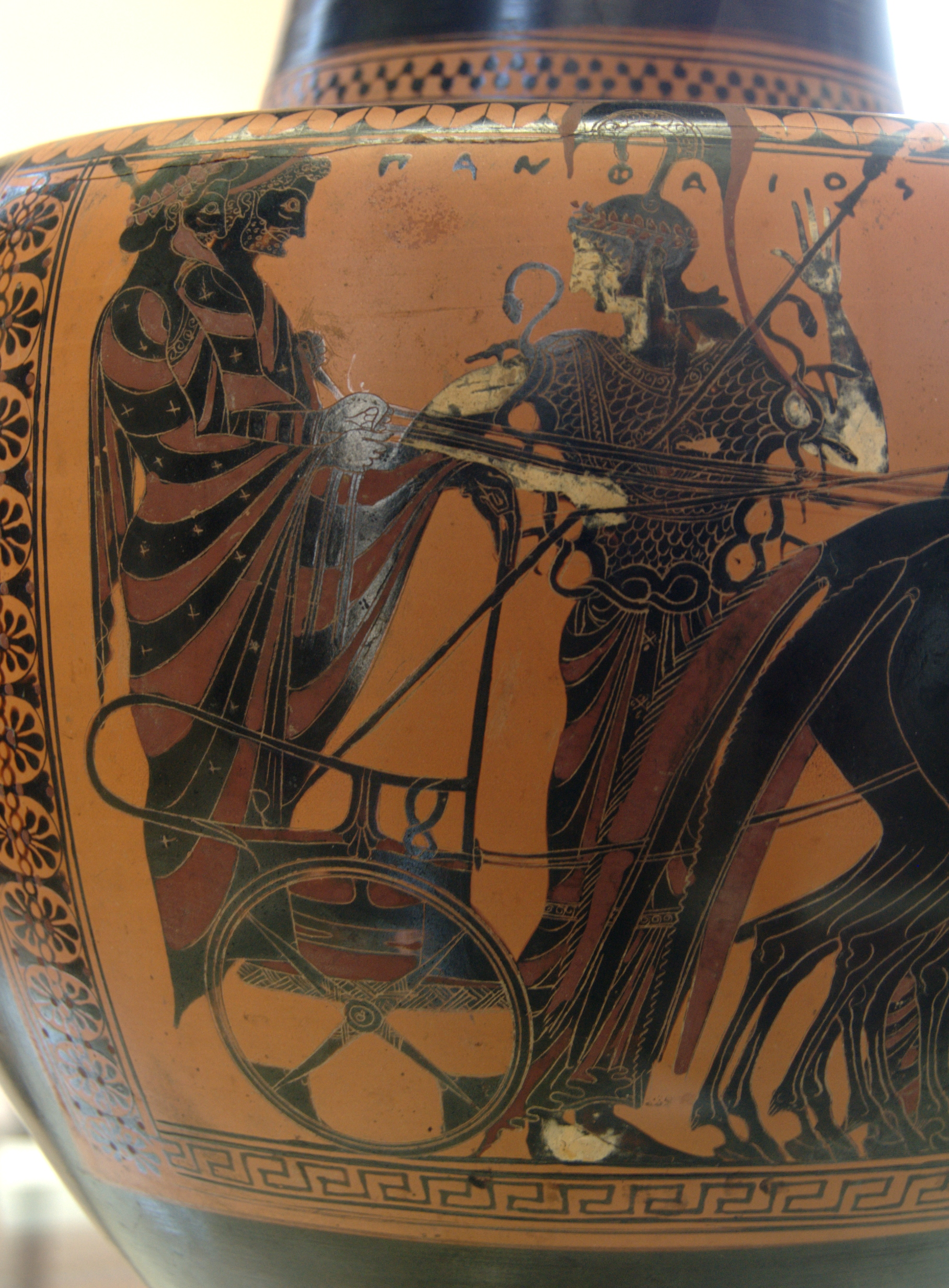
Hidria ática de figuras negras con la firma de Panfeo, hacia el año 540 a. C.
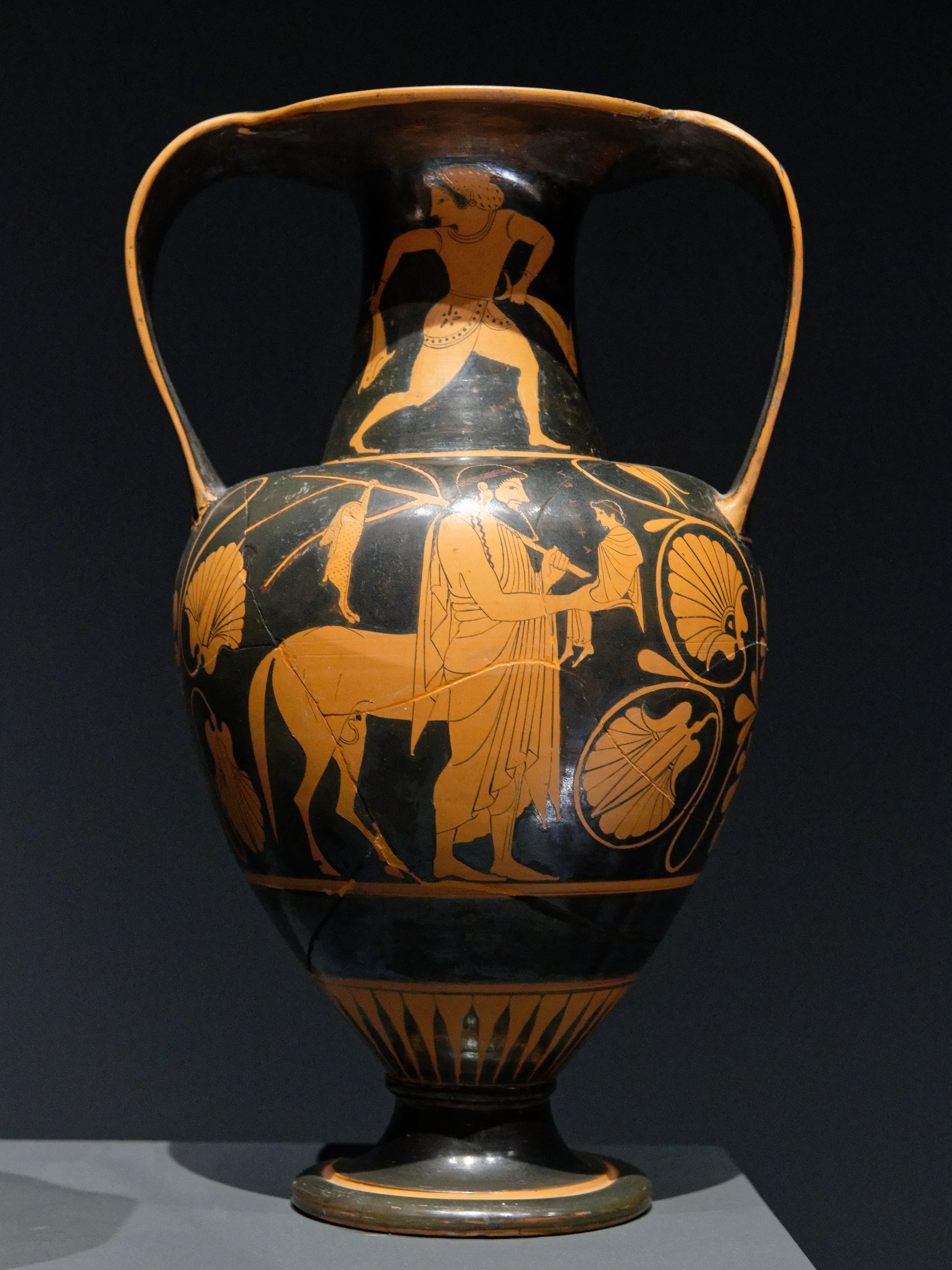
Ánfora ática de figuras rojas de Nicóstenes, obra del alfarero Panfeo, c. 525-515 a. C., Museo del Louvre G 3.
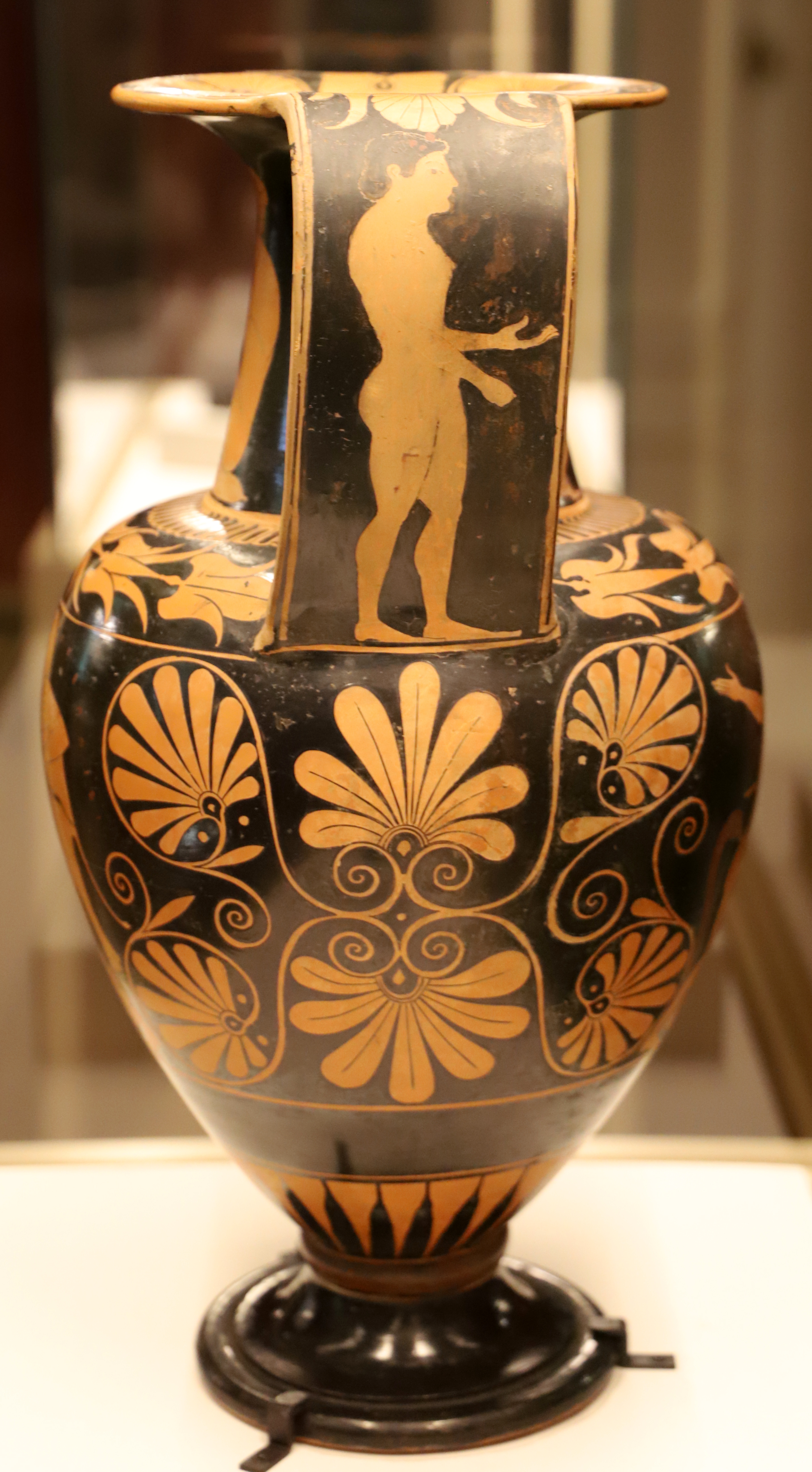
Ánfora de figuras rojas de Nicóstenes, alfarero: Panfeo, pintor: Olto, c. 520–510 a. C., Museo del Louvre.